# الحركة الشعبية لتحرير السودان
الحركة الشعبية لتحرير السودان هي حزب سياسي في جنوب السودان. تأسست الحركة عام 1983 جناحًا سياسيًّا لـجيش التحرير الشعبي السوداني على يد جون قرنق وأعلن أن الحركة لا تطالب بانفصال الجنوب عن السودان، وإنما بإعادة صياغة منهج الحكم فيه وتفكيك قبضة المركز على الأقاليم. زعيمها الحالي سالفا كير وأمينها العام باقان أموم.

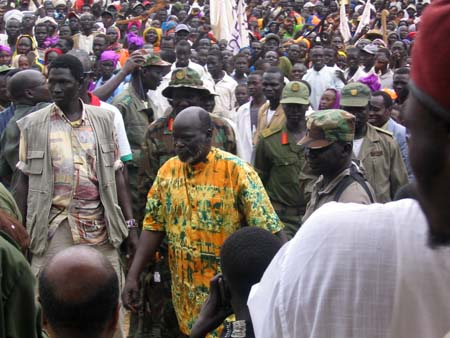
جون قرنق - مؤسس الحركة الشعبية

تقاتلت الحركة مع الحكومات المركزية في السودان لمدة عشرين عامًا انتهت بتوقيع اتفاقية نيفاشا للسلام الشامل في 2005. ثم حصلت الحركة على تمثيل رسمي في حكومة السودان وكانت المكوّن الأساسي لحكومة جنوب السودان شبه-المستقلة آنذاك. قبل الاستفتاء انشق عنها الدكتور لام آكول أجاوين مؤسس الحركة الشعبية لتحرير السودان -التغيير الديمقراطي متّهما الرئيس سلفا كير بفقدان رؤية السودان الجديد وانتشار الفساد في حكومة جنوب السودان، حينما حصلت جنوب السودان على السيادة والاستقلال في 9 يونيو 2011، أصبحت الحركة الشعبية لتحرير السودان هي الحزب الحاكم للدولة الجديدة وانفصل فرعها السوداني مكونًا الحركة الشعبية لتحرير السودان-الشمال. ظهر المزيد من الانقسام الداخلي بعد الحرب الأهلية الجنوبية السودانية في 2013 - 2014 حيث قاد رئيس الحركة سالفا كير الحركة الشعبية لتحرير السودان بجوبا وقاد نائب الرئيس السابق رياك مشار الحركة الشعبية لتحرير السودان المعارضة.